# Pachydactylus weberi
Pachydactylus weberi — вид геконоподібних ящірок родини геконових (Gekkonidae). Мешкає в Намібії і Південно-Африканській Республіці. Вид названий на честь німецько-нідерландського зоолога Макса Карла Вільгельма Вебера.

## Поширення і екологія
Pachydactylus weberi мешкають на крайньому півдні Намібії та на заході ПАР, на південь до півночі Західнокапської провінції. Вони живуть в тріщинах серед скель, серед каміння і валунів. Зустрічаються на висоті до 1500 м над рівнем моря. Ведуть нічний спосіб життя. Живляться метеликами і павуками. Відкладають яйця, в кладці 2 яйця.